# Silvan Omerzu
Silvan Omerzu (* 1955 in Brestanica, Jugoslawien) ist ein slowenischer Regisseur, Puppenspieler und Illustrator.

## Leben
Nach seinem Studium an der Pädagogischen Akademie in Ljubljana begann er am Puppentheater Ljubljana zu arbeiten. 1983 erhielt er ein Stipendium für einen Studienaufenthalt in Prag, wo er sich auf Marionetten- und Puppenbau spezialisierte.
1993 gründete Omerzu das Konj-Puppentheater in Ljubljana, dessen Direktor er bis heute ist.

## Werk
Omerzu stellte seine Arbeiten in zahlreichen Einzel- und Gruppenausstellungen in Slowenien und im Ausland aus und war an zahlreichen Performances beteiligt.
In letzter Zeit arbeitet Omerzu an Rauminstallationen, wie der Ausstellung Tears 2006 in der Kirche des Franziskanerklosters in Kostanjevica na Krki und Ausstellungen in den Galerien La Bellone in Brüssel (2007) und Kazemate in der Burg von Ljubljana (2007 und 2010). Er inszenierte eine weitere Ausstellung mit dem Titel Automatons in KiBela in Maribor (2008) und die Rauminstallation Round Tables (2009) am International Centre of Graphic Arts (Mednarodni Grafični Likovni Center, MGLC) in Ljubljana.
Er leitete eine Reihe von Aufführungen im Mladinski-Theater in Ljubljana, nämlich Kleist (2006), Das Haus Unserer Lieben Frau von Ivan Cankar (2008) und A Tower von Ivo Svetina (2011). Omerzu leitete auch die Shows Forbidden Loves (2009) nach antiken Motiven im Ljubljana Puppentheater, Salto Mortale (Premiere im Mai 2012) im Maribor Puppet Theatre und You Catch! von Saša Eržen im Puppentheater Ljubljana (Premiere im November 2012).
Für den Film Krabat – Master of the Black Mill, eine internationale Koproduktion aus dem Jahre 2014 unter Beteiligung des Puppentheaters Ljubljana, gestaltete Omerzu Bühnenbild und Puppen.
Während seiner Karriere war Omerzu auch in der Buchillustration involviert. Von 1994 bis 2013 illustrierte er 17 Bücher für eine Reihe von Verlagen, während er permanent für die beiden Literaturzeitschriften für Kinder Cicido und Ciciban arbeitete.
Für seine Arbeit erhielt er 13 internationale und 12 slowenische Auszeichnungen.

## Auszeichnung
- 2006: Preis der Prešeren-Stiftung[4] für die Trilogie Misterij življenja in smrti (dt. Mysterium von Leben und Tod)

## Schriften
- Silvan Omerzu, Breda Škrjanec (Hgg.): Avtomati, lutke, igralci – Automatons, Puppets, Actors. Ausstellungskatalog mit Texten von Blaž Lukan und Jure Mikuž, englisch/slowenisch, Mednarodni Grafični Likovni Center, Ljubljana 2010, ISBN 978-961-6229-30-2.[5]
- Barbara Orel (Hg.): Silvan Omerzu in gledališče Konj – Silvan Omerzu and the Konj Theatre, mit Illustrationen von Silvan Omerzu, englisch/slowenisch, Ustanova lutkovnih ustvarjalcev, Ljubljana 2005, ISBN 961-238-509-2.